# Leinefelde (stacja kolejowa)
Leinefelde (niem. Bahnhof Leinefelde) – stacja kolejowa w Leinefelde-Worbis, w kraju związkowym Turyngia, w Niemczech. Węzeł kolejowy na linii Halle – Hann. Münden. Według DB Station&Service ma kategorię 3. Znajduje się w dzielnicy Leinefelde

## Linie kolejowe
- Linia Halle – Hann. Münden
- Linia Gotha – Leinefelde
- Linia Leinefelde – Wulften
- Linia Leinefelde – Treysa

## Połączenia
| Linia | Trasa                                                                                        | Takt (min) | Przewoźnik kolejowy |
| ----- | -------------------------------------------------------------------------------------------- | ---------- | ------------------- |
| RE 1  | Göttingen – Leinefelde – Gotha – Erfurt – Jena-Göschwitz – Gera – Gößnitz – Glauchau (Sachs) | 120        | DB Regio Südost     |
| RE 2  | Kassel-Wilhelmshöhe – Eichenberg – Leinefelde – Mühlhausen (Thür) – Bad Langensalza – Erfurt | 120        | DB Regio Südost     |
| RE 9  | Kassel-Wilhelmshöhe – Eichenberg – Leinefelde – Nordhausen – Sangerhausen – Halle (Saale)    | 120        | Abellio             |
| RE 19 | Leinefelde – Nordhausen – Berga-Kelbra – Sangerhausen – Lutherstadt Eisleben – Halle (Saale) | 120        | Abellio             |
| RB 51 | Heilbad Heiligenstadt – Leinefelde – Bleicherode Ost – Nordhausen                            | 120        | Abellio             |
| RB 52 | Leinefelde – Mühlhausen (Thür) – Bad Langensalza – Erfurt                                    | 120        | DB Regio Südost     |